# Інгібітор тирозинкінази Bcr-Abl

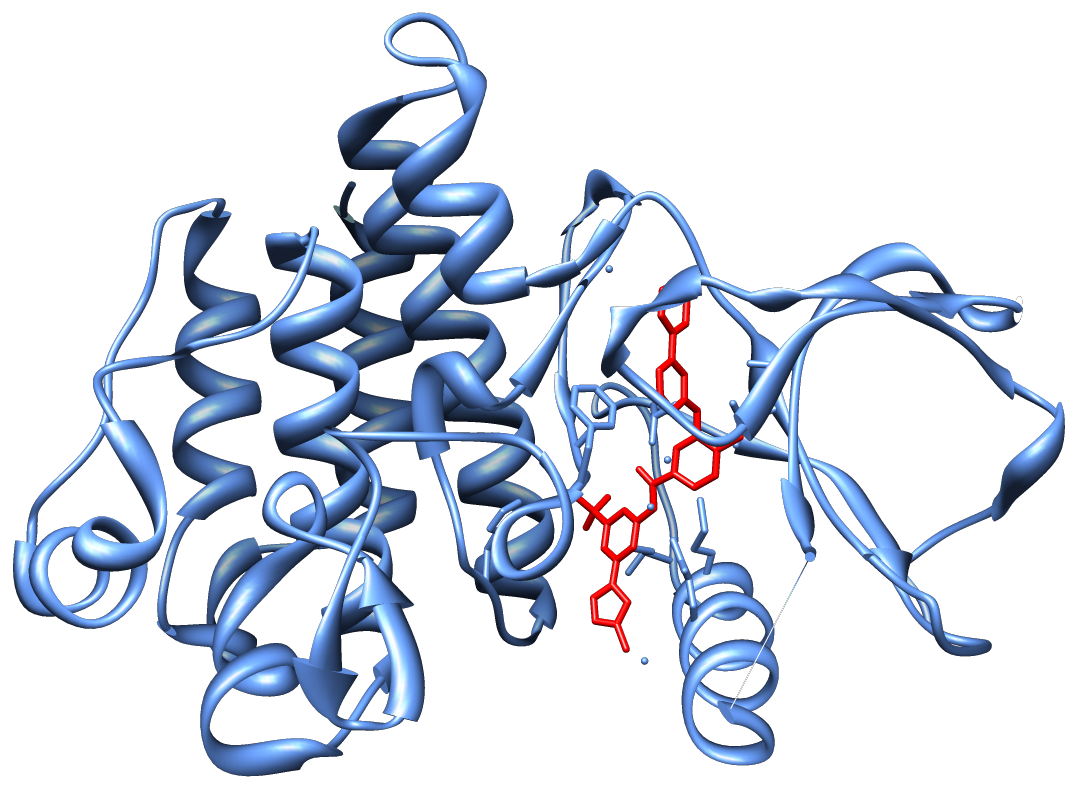
Кристалічна структура інгібітора домену Abl кінази (блакитний) у комплексі з нілотинібом (червоний)

Інгібітори тирозинкінази (ІТК) BCR-ABL є терапією першої лінії для більшості пацієнтів з хронічним мієлолейкозом (ХМЛ). Більше 90% випадків ХМЛ викликані хромосомною аномалією, що призводить до утворення так званої філадельфійської хромосоми. Ця аномалія була виявлена Пітером Ноуеллом у 1960 році  і є наслідком злиття між геном тирозинкінази Абельсона (Abl) в хромосомі 9 та геном Bcr в хромосомі 22, в результаті чого виникає химерний онкоген (Bcr -Abl) і конститутивно активна тирозинкіназа Bcr-Abl, яка задіяна в патогенезі ХМЛ. Було розроблено ряд сполук для вибіркового інгібування тирозинкінази. 
До затвердження іматинібу управлінням з продовольства і медикаментів США (FDA) у 2001 році, не було доступно жодних препаратів, які б змінювали природний прогрес ХМЛ. Використовувались лише цитотоксичні препарати, такі як бусульфан, гідроксисечовина або інтерферон-альфа (rIFN-α). Незважаючи на те, що перший інгібітор тирозинкінази Bcr-Abl був названий журналом TIME "магічною кулею" для лікування раку, друге покоління ІТК Bcr-Abl було згодом розроблене для боротьби з початковою резистентністю, яка почала виникати.  
Нові форми резистентності можуть виникати як: місенс-мутації в домені Abl-кінази, надмірна експресія Bcr-Abl, посилений синтез трансмембранних плазмових білків або конститутивна активація інгібіторних сигнальних молекул, таких як кінази сімейства Src.